# Francesc Font i Pons

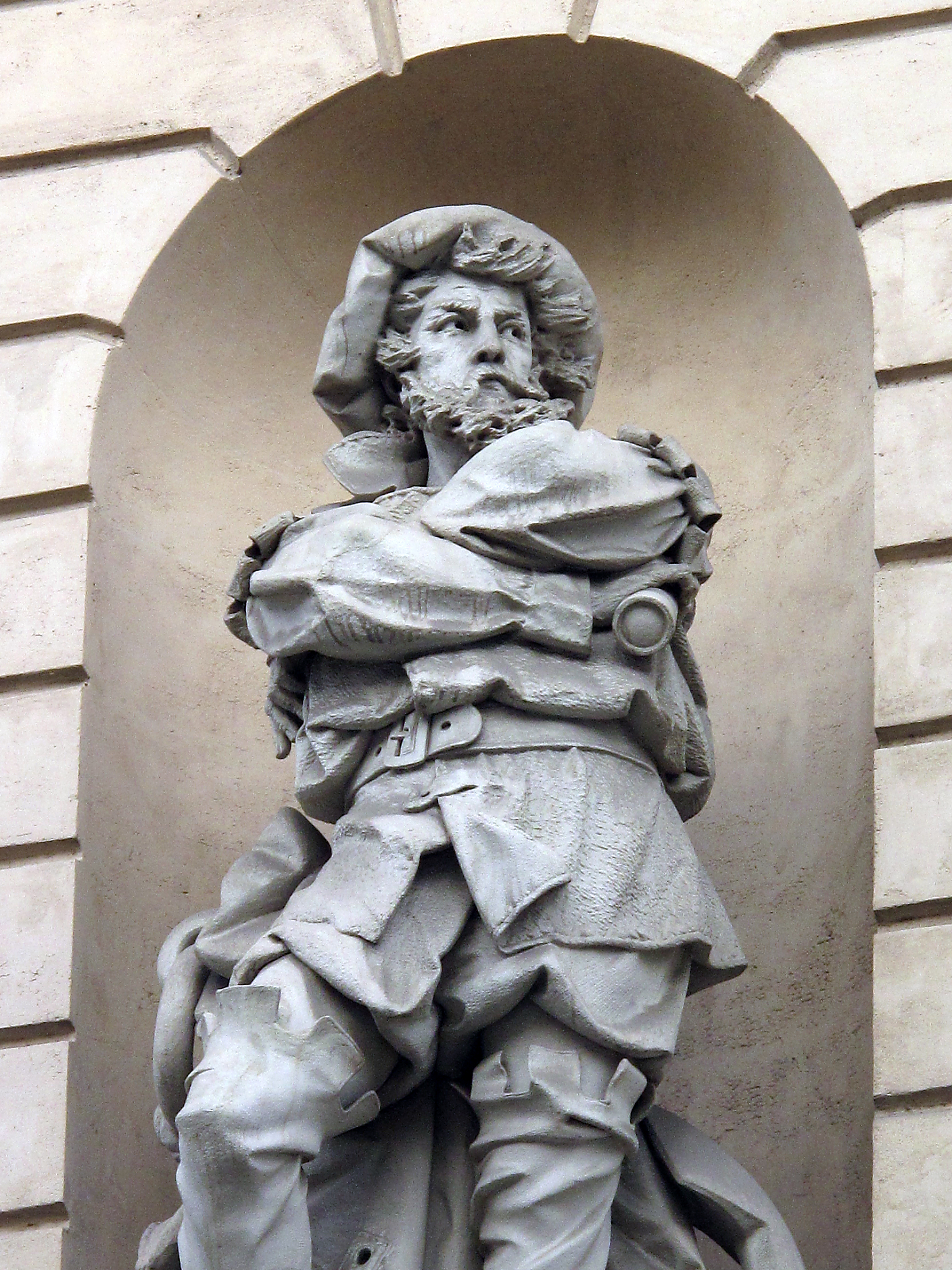
Escultura Elcano a la façana de la Casa Olano, passeig de Gràcia (Barcelona)

Francesc Font i Pons   (Barcelona, 1848 - Madrid, 17 de novembre de 1931) va ser un escultor seguidor de l'estil barroc i amb obres distribuïdes en diverses ciutats d'Espanya.

## Biografia i obra
Els seus primers estudis els va realitzar a Barcelona, sota la direcció dels germans Agapit i Venanci Vallmitjana i del també escultor Domènec Talarn, va muntar un taller en aquesta ciutat l'any 1878 on va realitzar encàrrecs de retrats i obra pública com, la col·laboració al monument a Colom i una escultura representant Juan Sebastián Elcano (1884) per a un edifici del Passeig de Gràcia, aquest mateix any va elaborar l'obra L'enigma de Tebas amb la que se li va concedir la tercera medalla a l'Exposició de Belles Arts de Madrid. L'any 1888 es va instal·lar a Madrid a on va afaiçonar escultures de tipus religiós per a l'església de San Marcos i el convent de les «Comendadoras». Una altra obra seva, representant un Nen Jesús, es troba en el Col·legi San José de Valladolid. Com a monuments públics va executar el de Zumalacárregui per a la ciutat de Bilbao i el de Elcano a Barcelona.
Casat amb Maria Estors i Moré va ser pare de Ricardo Font i Estors també escultor (Madrid, 17-7-1893 - Madrid, 11-2-1982).

A la seva obra sobre l'escultura catalana, Feliu Elias i Bracons va dir sobre ell:
| « | un escultor de primera força, pompós i robust com un barroc de la primera hora, d'una força exuberant, d'una vitalitat atapeïda, un xic miquelangelesca... | » |